# Теория «большого толчка»
Теория «большого толчка» — синтез концепций «порочного круга бедности» и «самоподдерживающегося роста», когда крупное вливание капитала в страну позволит создать самоподдерживающийся рост, что в свою очередь позволит модернизировать экономику. Первым данную теорию сформулировал Пауль Розенштейн-Родан в своей статье от 1943 года.

## История создания
Профессор Пауль Розенштейн-Родан впервые сформулировал теорию «большого толчка» в статье «Проблемы индустриализации Восточной и Юго-Восточной Европы» в 1943 году, обосновав модернизацию стран за счёт первичной индустриализации: автономные инвестиции направляются на рост национального дохода.

## Модель Харрода — Домара
Модель Харрода-Домара, сформулированная Р. Харродом в 1939 году и дополненная Е. Домаром в 1946 году, находится в основе теории «большого толчка», позволяя рассматривать депрессивную экономику не только в краткосрочном периоде как кейнсианство, но и в долгосрочном периоде. Когда гарантированный рост меньше естественного, то фактический темп превысит гарантированный: избыток трудовых ресурсов даст предпосылки для роста инвестиций, отсюда возникнет экономический бум. Модель демонстрирует связь между темпами роста инвестиций и темпами роста ВВП.

## Концепция Лейбенстайна

Концепция Лейбенстайна

Для модернизации экономики необходимо крупная инъекция капитала, в результате которого возникает самоподдерживающий рост. Высокий уровень сбережений возможен только при поощряющей кредитно-денежной и налоговой политике государства. Размер инвестиций должен быть достаточен для необратимого развития экономики, чтобы они не были съедены текущими потребностями. Профессор Калифорнийского университета Х. Лейбенстайн указывает размер «минимального критического усилия» (инвестиций) в 12-15 % национального дохода в своей книге «Экономическая отсталость и экономический рост» от 1957 года. Такой толчок повысит темп роста среднедушевого дохода, выведет из состояния стагнации, повысит покупательную способность, увеличит спрос, что простимулирует увеличение количества предпринимателей, которые и обеспечат последующий рост среднедушевого дохода.
На рисунке «Концепция Лейбенстайна» наблюдается мультипликативный эффект, происходит переход с кривой G1 к G2, к G3, расширяется количество хозяйствующих субъектов, влияющих на рост среднедушевого дохода.

## Концепция сбалансированного роста
Профессор Колумбийского университета Р. Нурксе изложил на конференции Международной экономической ассоциации в августе 1957 года, а затем в своей книге «Равновесие и рост в мировой экономике», опубликованной в 1961 году, теорию сбалансированного роста: модернизировать экономику за счёт осуществления сбалансированного набора инвестиции в нескольких отраслях. Инвестирования в различные сектора экономики способствует развитию всей экономической инфраструктуры. Синхронность вливания капитала в производственные сектора позволит добиться самоподдерживающего роста, преодолеть узость внутреннего рынка, стимулирует расширение предпринимательства.

## Концепция несбалансированного роста
В 1958 году профессор Колумбийского университета А. Хиршман в своей книге «Стратегия экономического развития» предложил альтернативную концепцию несбалансированного роста: в связи с отсутствием в достаточном объёме такого фактора производства как капитал в развивающих странах для различных отраслей предлагается инвестировать точечно. Первая инъекция капитала вызовет нарушение равновесия на рынке и простимулирует к дополнительным инвестициям в соседней отрасли, которые в свою очередь приведут к новому неравновесному состоянию в других отраслях и к стимулированию инвестиций в экономике в целом, что приведёт к общему экономическому развитию.

## Концепция Зингера
Профессор Сассекского университета Х. Зингер, развивая идеи А. Хиршмана и Р. Нурксе, предложил концепцию в своей работе «Международное развитие: рост и изменения» в 1964 году, в которой сбалансированный рост осуществляется посредством несбалансированных инвестиций. Необходимо увеличение производительности труда в сельском хозяйстве и в традиционных экспортных отраслях за счёт импортозамещения и развития собственной производственной и социальной инфраструктуры. Данная концепция подразумевает вливание капитала за счёт внешних заимствований.

## Критика
Теория «большого толчка» получила широкий отклик в развивающихся странах, так как называла нехватку капитала главной причиной отсталости, а программа выхода предлагала широкое использование административного аппарата, вне рассмотрения остались проблемы неэффективных отраслей и неразвитая инфраструктура.
Концепция же сбалансированного набора инвестиций предполагала искусственную надстройку всей экономической системы, а концепция несбалансированного роста наоборот слишком большую роль отводит рыночному механизму, который должен быстро и оперативно нивелировать дефицит и изменения в отраслях.
Профессор Стокгольмского университета Г. Мюрдаль отмечал, что в развивающихся странах цены и факторы производства очень слабо реагируют на спрос и предложение и на экономические стимулы в целом, на рынке присутствует высокий уровень монополизации, бюрократическая система преследует свои собственные интересы, а значит положительный эффект от крупных вливаний капитала в рамках теории «большого толчка» ограничен.
Концепция «большого толчка» критиковалась Саймоном Кузнецом, который отмечал, что в развитых странах стадия индустриализации и быстрого экономического роста не сопровождалась резким увеличением нормы сбережений и подобное описание подходит только для индустриализации стран Коммунистического блока.
По мнению Р. М. Нуреева, данная теория импонировала элитам стран «третьего мира», поскольку при осуществлении такой индустриализации неизбежно возникала бюрократическая прослойка, имеющая контроль над очень значительными средствами. Крупные корпорации развитых стран, в свою очередь, также были заинтересованы в таком типе модернизации, поскольку искали выгодные сферы вложения своего капитала. Эту концепцию пытались применять в развивающихся странах Азии, Африки и Латинской Америки. Эти попытки натолкнулись на слабые возможности фискальной политики по пополнению бюджета ввиду крайне невысоких доходов населения. Потому эти страны начали прибегать к внешним заимствованиям. Это привело к резкому росту их внешнего долга: с 1976 по 1996 год он увеличился в 4 раза, но существенного увеличения ВВП на душу населения в этих странах так и не произошло.